# دانيال فرنسيس أنان
دانيال فرنسيس أنان (بالإنجليزية: Daniel Francis Annan)‏ هو قاضي ومحامي وسياسي غاني، ولد في 7 نوفمبر 1928 بأكرا في غانا، وتوفي بنفس المكان في 16 يوليو 2006. انتخب عضو برلمان غانا.